# Janvid Flere
Janvid Flere, slovenski pravnik, ekonomist in diplomat, * 15. maj 1914, Letuš, † 4. julij 1996, Ljubljana.
Diplomiral je na Pravni fakulteti v Ljubljani in tu leta 1937 tudi doktoriral. Med narodnoosvobodilno borbo je deloval v Osvobodilni fronti ter bil od 1944 do osvoboditve interniran v taborišču Mauthausen. V letih 1945 - 1965 je delal v državnem sekretariatu za zunanje zadeve v Beogradu, predvsem na področju mednarodnih gospodarskih odnosov. Leta 1946 je sodeloval na ministrski konferenci v Parizu, bil svetnik jugoslovanske stalne misije pri Organizaciji združenih narodov v New Yorku (1956 - 1959), sodelavec Organizacije Združenih narodov za prehrano in kmetijstvo v Rimu (1966 - 1976) in Centra za proučevanje sodelovanja z deželami v razvoju v Ljubljani (1976 - 1984).

## Izbrana bibliografija
- Mednarodna finančna politika (COBISS)
- Konferencija UN o trgovini i razvoju (COBISS)
- Surovine v svetovnem gospodarstvu (COBISS)
- Mednarodne organizacije in gospodarsko sodelovanje (COBISS)